# Diadema, Argentina
Diadema Argentina är en ort i Argentina.   Den ligger i provinsen Chubut, i den södra delen av landet, 1 500 km sydväst om huvudstaden Buenos Aires. Diadema Argentina ligger 404 meter över havet och antalet invånare är 1 317.
Terrängen runt Diadema Argentina är lite kuperad. Runt Diadema Argentina är det glesbefolkat, med 10 invånare per kvadratkilometer.. Närmaste större samhälle är Comodoro Rivadavia, 19,8 km sydost om Diadema Argentina. 
Omgivningarna runt Diadema Argentina är i huvudsak ett öppet busklandskap.